# Rainbow Coalition
La Rainbow Coalition (Coalition de l'arc-en-ciel) était une coordination de différents groupes politiques américains, lancée en avril 1969 à Chicago aux États-Unis par Fred Hampton des Black Panthers (organisation noire), William "Preacherman" Fesperman de la Young Patriots Organization (organisation blanche) et Jose Cha Cha Jimenez (en), fondateur des Young Lords (organisation hispanique). Elle est ensuite rejointe par des organisations locales de gauche radicale comme la Lincoln Park Poor People's Coalition, puis au niveau national par les Students for a Democratic Society, le groupe chicano des Bérets Bruns (en), l'organisation amérindienne American Indian Movement et le Parti des gardes rouges (en), un parti maoïste fondé par des Sino-Américains. Plus tard, elle sera rejointe par d'autres organisations locales comme Rising Up Angry (en) et Mothers and Others. Sa création fut rendue publique par le journal des Black Panthers le 7 juin 1969.

## Activités et idéologie
Active principalement à Chicago, elle visait à prévenir les conflits entre jeunes des quartiers et à former un front commun contre le maire Richard Daley et l'appareil du parti démocrate dans la ville, accusé de récupérer les guerres de gangs à des fins politiques en obtenant plus de fonds pour la police et en dramatisant le problème du crime plutôt que les questions sociales sous-jacentes[réf. souhaitée].
La coalition compte des organisations communautaires formées dans différentes communautés. La Young Patriot Organization (YPO), basée à Hillbilly Harlem, un quartier d'Uptown Chicago habité par des Blancs issus du Sud, a notamment de nombreux membres très nationalistes qui brandissent des symboles controversées de fierté sudiste, comme le drapeau des États confédérés. Néanmoins, les Patriots blancs et leurs familles subissent des discriminations à Chicago, comme les Noirs et les Latinos, parce qu'ils sont pauvres et issus du Sud. Bobby Lee, Black Panther et un des artisans de la formation de la coalition, explique avoir été marqué par les « bidonvilles » et la grande pauvreté des quartiers d'Uptown Chicago d'où venaient les Patriots, un important vivier de recrutement pour les suprémacistes blancs. La YPO et les Black Panthers de Chicago s'unissent après la participation de certains de leurs membres à des réunions de l'autre groupe, décidant de travailler sur des problématiques communes. Ainsi, un des leaders des Patriots affirme « Nous sommes préoccupés par nos gens, les blancs opprimés, ceux qui ne sont pas encore entrés dans la classe ouvrière...Nous organisons le lumpen-prolétariat, les nègres noirs et blancs, ça c'est nous », tandis que Bobby Lee qualifie la « coalition arc-en-ciel » de « nom de code pour la lutte des classes ».
La collaboration mène à ce que les Patriots et les Lords reprennent des activités sociales créées par les Panthers pour les quartiers pauvres et noirs en particulier, comme les cliniques populaires gérées par des étudiants en médecine bénévoles, ou les petits-déjeuners et la garde d'enfants gratuits, une action commune de la coalition.
L'organisation fut la première d'une série de coalitions menées par des organisations afro-américaines à utiliser le concept de « coalition arc-en-ciel », notamment la Rainbow/PUSH coalition (en) du révérend Jesse Jackson, qui reprend le terme avant de lancer en 1971 à Chicago aussi sa propre organisation, moins radicale. Selon certains chercheurs, dont Peniel Joseph (en), ce concept de coalition arc-en-ciel était un prérequis pour l'idée de coalition multiculturelle sur laquelle Barack Obama, politicien de Chicago et plus tard président des États-Unis, a construit sa carrière politique.